# Slobodan Kovačević
Slobodan Kovačević (1946. december 29. – Szarajevó, 2004. március 22.) becenevén Bodo, jugoszláviai gitáros, zeneszerző, az Indexi együttes egykori tagja.

## Életútja
Adem Kovačević fiaként született. Építésznek tanult a szarajevói egyetemen, majd az 1960-as években kezdődött zenei pályafutása. Előbb a Wanderers együttes gitárosa volt, melyet 1963-ban alapított, majd 1965 nyarán az Indexihez került, ahol a Wanderers basszusgitárosát, Fadil Redžićet is magával vitte. Első szerzeménye a Snježni kristali volt, amit 1965. április 16-án rögzítettek a szarajevói rádió stúdiójában. 1966 végén írta a Pružam ruke című dalt, amelyet 1967. február 13-án vettek fel ugyanott. 1973-ban közreműködött Josipa Lisac Dnevnik jedne ljubavi című albumán is, majd az 1984-es szarajevói téli olimpiára is komponált zenét. Amikor kitört a háború Bosznia-Hercegovinában, Prágába költözött és csak 1995-be tért haza. 2001-ben, Davorin Popović halála után a jazz felé fordult és belépett a Sinan Alimanović Quintetbe. Több mint háromszáz dal fűződik a nevéhez.
1981 júliusában feleségül vette Edina Filipović-ot, egy gyermekük született, Hana.

## Dalai
- Pružam ruke
- Prazne noći, a beskrajni dani
- Plima
- Negdje na kraju u zatišju
- Balada (Fadil Redžić-csel)
- Ana
- Budi kao more
- Brod
- Ja odlazim sutra
- Crno bijela pjesma
- Da l' smo ljudi
- Dvojnik
- I bit ću lud
- I još deset
- I tvoje će proći
- Kameni cvjetovi
- Leptiru moj
- Zašto je prazan čitav svijet
- Mjesto pod suncem
- Modra rijeka
- More
- Najljepše stvari
- Noćni susreti
- Oko malih stvari svađamo se mi
- Pogrešan broj
- Poslije tebe
- Prošli dani
- Pustinja
- Ruže i suze
- Samo jednom
- Samoćo, ljubavi moja
- U inat godinama
- Zamak

## Fordítás
- Ez a szócikk részben vagy egészben  a   Slobodan Kovačević című angol Wikipédia-szócikk fordításán alapul.  Az eredeti cikk szerkesztőit annak laptörténete sorolja fel. Ez a jelzés csupán a megfogalmazás eredetét és a szerzői jogokat jelzi, nem szolgál a cikkben szereplő információk forrásmegjelöléseként.